# 10. grönländischer Landesratswahlkreis
Der 10. grönländische Landesratswahlkreis war von 1951 bis 1979 ein Landesratswahlkreis in Grönland. Der Wahlkreis umfasste die Gemeinden Qasigiannguit und Ilulissat.

## Vertreter
Folgende Personen vertraten den Wahlkreis:
| Wahlperiode | Landesrat                      | 1. Stellvertreter         | 2. Stellvertreter | Anmerkung    |
| ----------- | ------------------------------ | ------------------------- | ----------------- | ------------ |
| 1951–1955   | Marius Sivertsen               | ?                         | ?                 |              |
| 1955–1959   | Frederik Jensen                | ?                         | ?                 |              |
| 1959–1963   | Marius Sivertsen               | ?                         | ?                 |              |
| 1963–1967   | Ricard Petersen (nicht 1965 I) | Marius Sivertsen (1965 I) | ?                 |              |
| 1967–1971   | Lars Chemnitz                  | Ricard Petersen           | Samuel Rasmussen  |              |
| 1971–1975   | Lars Chemnitz                  | Abraham Svendsen          | Knud Mathiesen    | Vorsitzender |
| 1975–1979   | Konrad Steenholdt              | Pele Jensen               | Peter Siegstad    |              |